# Жордан, Мари Энмон Камиль
Мари́ Энмо́н Ками́ль (Камилл) Жорда́н (фр. Marie Ennemond Camille Jordan, 5 января 1838 — 22 января 1922) — французский математик, известный благодаря своим фундаментальным работам в теории групп и «Курсу анализа». Он родился в Лионе и учился в Политехнической школе. По образованию Жордан был инженером; позже он преподавал в Политехнической школе и Коллеж де Франс.

## Вклад в науку
- Теорема Жордана о кривой, топологический результат из комплексного анализа;
- Жорданова нормальная форма в линейной алгебре;
- В математическом анализе мера Жордана используется для построения интеграла Римана;
- В теории групп теорема Жордана — Гёльдера о композиционном ряде является одним из основных результатов.
- Теорема Жордана о конечных линейных группах гарантирует наличие большой коммутативной подгруппы в любой конечной линейной группе.
- Первое исследование бесконечных групп восходит к Жордану (1870).

Также Жордан занимался теорией Галуа. Он исследовал группы Матьё, которые являлись первыми примерами спорадических групп.
Не имеет отношения к методу Гаусса — Жордана: этот метод назван в честь немецких учёных Карла Фридриха Гаусса и Вильгельма Йордана (в русскоязычной математической литературе укоренилась некорректная передача фамилии последнего).

## Признание и память
В его честь названы
- Астероид 25593 Камильжордан
- Институт Камиля Жордана при Университете Лион-1.